# Manlio Francia
Manlio Francia (Venecia, 29 de junio de 1902 – Buenos Aires, 7 de mayo de 1981) fue un violinista y compositor argentino nacido en Italia, dedicado al género del tango y que pasó por diversas orquestas e intervino en muchas de las grabaciones de la Orquesta Típica Victor.

## Primeros años
Era hijo de un violinista que durante los meses de verano tocaba con su orquesta en ciudades de la Costa Azul de Francia, tales como Biarritz, Montecarlo y Niza. Recibió un violín de regalo cuando tenía cinco años y comenzó a estudiar música. Antes de 1910 su padre, que en ese momento tocaba en el Hotel Du Parc, en Vichy,  fue contratado para hacer presentaciones en el Hotel Bristol de la ciudad de Mar del Plata, Argentina, que por entonces tenía en la temporada de verano una clientela proveniente de las familias más prominentes de la sociedad porteña por lo que viajó con toda la familia y Manlio debió interrumpir sus estudios de violín en Bruselas.
A partir de entonces la familia hizo varios viajes desde Francia a Argentina y el séptimo de ellos que había partido de Marsella resultó ser el último que salió de ese puerto antes de que comenzara la Primera Guerra Mundial y se radicaron definitivamente en Argentina, primero en Mar del Plata y, al terminar la temporada, en Buenos Aires. En esta última Manlio prosiguió sus estudios musicales en el Instituto Santa Cecilia, con su director el violinista Hércules Galvani y los finalizó en 1918; entre sus compañeros de estudios estaba el violinista y director de orquesta Eduardo Armani.

## Inicio de su actividad profesional
Comenzó a trabajar tocando fragmentos de música clásica en fiestas y en algunos bailes y después en el Café La Armonía de la calle Corrientes 1443 y en el café Moyana, un lugar de encuentro de anarquistas y literatos en Corrientes y Suipacha; en estos últimos a pedido del público comenzó a incluir tangos en su repertorio. En ese ambiente comenzó a hacerse de amigos,  llegó a tocar en el Maipú Pigall junto a Osvaldo Fresedo y a Enrique Delfino y empezó a hacerse conocido. Después vino su integración al Cuarteto de Maestros con Juan Carlos Cobián, Julio De Caro y Roque Biafore, actuaciones en el Abdulla Club con Cobián y Fresedo en paralelo con la jazz de Gordon Stretton. En 1925 tocó con Adolfo Carabelli y por entonces ingresó a una orquesta que formó Francisco Pracánico en la que estaban el pianista Romero; los violinistas Francia y Marcos Larrosa (1897-1949), el coautor de Los cosos de al lao; los bandoneonistas Salvador Grupillo y uno de los hermanos Scarpino y el contrabajista Olindo Sinibaldi. Cuando Pracánico se fue del conjunto por razones personales, Francia pasó –por primera y única vez en su vida- a dirigir una orquesta después trabajó un tiempo en la orquesta de Fresedo que grabó varios temas de su autoría.

## La Orquesta Típica Victor
A mediados de la década de 1920 Fresedo decidió no renovar su contrato con la discográfica RCA Victor por un desacuerdo y Francia, al igual que los otros músicos, quedó momentáneamente sin trabajo hasta que apareció una nueva propuesta de la grabadora cuando salió a competir con el sello Nacional-Odeon y decidió formar una orquesta propia denominada Orquesta Típica Victor, para lo cual contrataron a Adolfo Carabelli como su asesor y director. Carabelli sabía elegir entre los más capacitados ejecutantes de aquel momento y el plantel de RCA Victor se jerarquizó con músicos notables y repertorio atractivo, al mismo tiempo que las grabaciones ortofónicas consiguieron una calidad de audición muy superior a la de unos meses antes.
En la primera integración estuvieron los bandoneonistas Luis Petrucelli, Nicolás Primiani y Ciriaco Ortiz, los violinistas Manlio Francia, Agesilao Ferrazzano y Eugenio Romano, el pianista Vicente Gorrese y el contrabajista Humberto Costanzo y debutaron el 9 de noviembre de 1925 grabando los tangos Olvido, de Ángel D'Agostino y Sarandí de Juan Baüer. La orquesta estaba fundamentalmente volcada al género del tango, pero también grabó más de cuarenta rancheras, otros tantos valses, aproximadamente quince foxtrots y algunas pocas milongas, además de  corridos, pasodobles y polcas. La calidad de sus músicos hizo de la Orquesta Típica Victor "una de las manifestaciones musicales más ricas de su tiempo, que perdurará en el mismo nivel hasta bien entrados los años treinta.".
Por razones comerciales, la discográfica fue creando otras orquestas: Orquesta Victor Popular, Orquesta Típica Los Provincianos, que dirigió Ciriaco Ortiz, Orquesta Radio Victor Argentina, dirigida por Mario Maurano,  Orquesta Argentina Victor, Orquesta Victor Internacional, Cuarteto Victor, integrado por los violinistas Cayetano Puglisi y Antonio Rossi y los bandoneonistas Ciriaco Ortiz y Francisco Pracánico y el excelente Trío Victor, conformado por el violinista Elvino Vardaro y los guitarristas Oscar Alemán y Gastón Bueno Lobo.
En algunos discos se nombraba a Adolfo Carabelli y su Orquesta, otros a Adolfo Carabelli y su Orquesta Típica y otros como Adolfo Carabelli y su Jazz Band; este rótulo se usaba según se modificara la formación instrumental para incluir a batería, pistón, fagot, serrucho, etcétera, según conviniera por uno u otro ritmo grabado.
En la orquesta de Carabelli la música típica tenía menos cabida que el jazz y otros ritmos hasta que a comienzos de la década de 1930 comenzaron a aparecer más grabaciones de tangos hasta quedar como un conjunto cabalmente identificado con ellos, con ejecutantes como los bandoneonistas Carlos Marcucci, Ciriaco Ortiz, Luis Petrucelli y Federico Scorticati; los violinistas Manlio Francia, Antonio Rossi y Elvino Vardaro; el contrabajista Orlando Carabelli; y Adolfo Carabelli en piano, dirección y arreglos.
Además de su intenso labor en las orquestas de RCA Victor, Francia también trabajó en Radio Splendid y Radio Cultura con la orquesta de De Caro y en Radio El Mundo, desde su inauguración en 1935 y durante 19 años, integrando su elenco estable. En 1937 hizo su única gira al extranjero viajando con De Caro a Chile. Muchos años trabajó en el Tabarís y estuvo cinco años en la orquesta de Carlos Di Sarli pero nunca dejó el jazz ni la música clásica hasta que se retiró el 20 de junio de 1978.

## Labor como compositor
Como compositor no tuvo mayor relieve, si bien varias obras le fueron grabadas. Algunos de los títulos que se recuerdan son Caramelito, Coperito, Dame un besito (1931), Elena, Fantasías, Fuego lento, Luis María, Maco, Maldita visión, que le grabó Carlos Gardel (1925), El nochero, con letra de Enrique Cadícamo, (1930), Pasionaria (1927), Los perros antiguos (1918), su primer tango; Queja campera, (1923), Qué racha, Ramas de sauce, Sangre azul (1922), Sol y sombra, Toda para mí (1926) y El virtuoso.

## Estilo
Contaba Manlio Francia:

”Estando en el Ocean (de Mar del Plata) formamos un quinteto con Luis Petrucelli. Y Sam Liberman, músico de Carabelli, le aconsejó que me contratara, porque con Petrucelli yo tocaba el banjo y cantaba. Claro que lo hacía en broma, porque me gustaba imitar a Al Jolson.… Con De Caro tenía la particularidad de ser el "loco" de la orquesta. Entonces en las grabaciones como en El buey solo, de Bardi, del fondo salía mi voz "huella, huella, buey..." Lo mismo con El monito. "Monito querés café", preguntaba yo. A De Caro le gustaba que cada tanto surgiera, espontánea, alguna reacción así.”

Luis Adolfo Sierra escribió acerca de Manlio Francia:

«Para quienes desconocen el significado de los términos instrumentales podrían suponer que el segundo violín es menos que el primero. Y no es así. El segundo requirió siempre una aptitud distinta al del primero, que tiene, por lo general, la voz cantante. Porque existe incluso, una natural tendencia para desempeñarse como segundo —preferentemente en las orquestas de tangos— por su inventiva en la creación de contracantos y segundas voces a dúo con el primero. Vale decir, que hay segundos violinistas natos, con más posibilidades de lucimiento interpretativo que los promovidos a primer violín. Y primeros violinistas que si fueran segundos no cumplirían correctamente ese papel. Francia es el caso indiscutido de segundo violín, acaso insuperado en el quehacer tanguero por su incuestionable talento en la creación de impecables contracantos, por lo general improvisados en el momento de la grabación, que sobresalen por la brillantez del sonido y la inspirada originalidad de los dibujos melódicos».